# Geringelter Seehase
Der Geringelte Seehase (Aplysia dactylomela) ist eine Meeresschnecke der Gattung Aplysia. Charakteristisch ist ein Leopardenmuster, das durch schwarze Kreisringe auf der Rückseite auf der hellbeigen, braunen, gelb-braunen, grünen Haut aufgetragen ist. Die Exemplare dieser Art sind von mittlerer Größe. Sie kommen in Flachwassergebieten aller subtropischen und tropischer Meere vor.

## Merkmale und Lebensweise

### Äußere Merkmale
Der Aufbau von Aplysia dactylomela folgt dem aller Seehasen. Es gibt eine Dreiteilung in Kopf, Halsbereich und Hinterleib. Der Kopf hat im Schlundbereich zwei seitwärts abgehende, flächig-eingerollte Tentakel mit Mechano- und Chemorezeptoren, die auf Druck reagieren. Zwischen Kopf und Hals gibt es Rhinophoren, die aus einer unter der Haut liegenden Tasche aus- und bei Gefahr eingefahren werden können. Die Rhinophoren besitzen am oberen Ende Einkerbungen mit Chemosensoren und eine neuronenbesetzte Epithelhaut und dienen als olfaktorisches Sinnesorgan. Unter jeder Rhinophore befindet sich ein Auge.
Der Hals verbreitert sich zum Hinterteil. In diesem befinden sich die reduzierte Mantelhöhle mit zentralen Organen wie Herz und Kiemen, bedeckt von einer eingewachsenen, in der Evolution atrophierten Schale.
Die seitlichen Parapodiallappen sieht man häufig zum Schutz des Raumes über der Mantelhöhle geschlossen; sie verleihen ihnen mitunter ein dinosaurierhaftes Aussehen. Die Lappen sind aber nicht zusammengewachsen, sondern können geöffnet werden.
Die Grundfarbe der Tiere reicht von fast farblos beige bis kräftig sandbraun, von hellgrau über grün bis zu dunkelbraun. Charakteristische Oberflächenmuster sind große schwarze Ringe, die ihr ein leopardenähnliches Aussehen verleihen. Auffällig sind bei einigen Exemplaren an den Rändern der Parapodiallappen beginnende schwarze, netzwerkartig angeordnete Fadenlinien. Wieder andere Exemplare haben Parapodiallappen mit einem hellweiß gefärbten Saumstreifen.

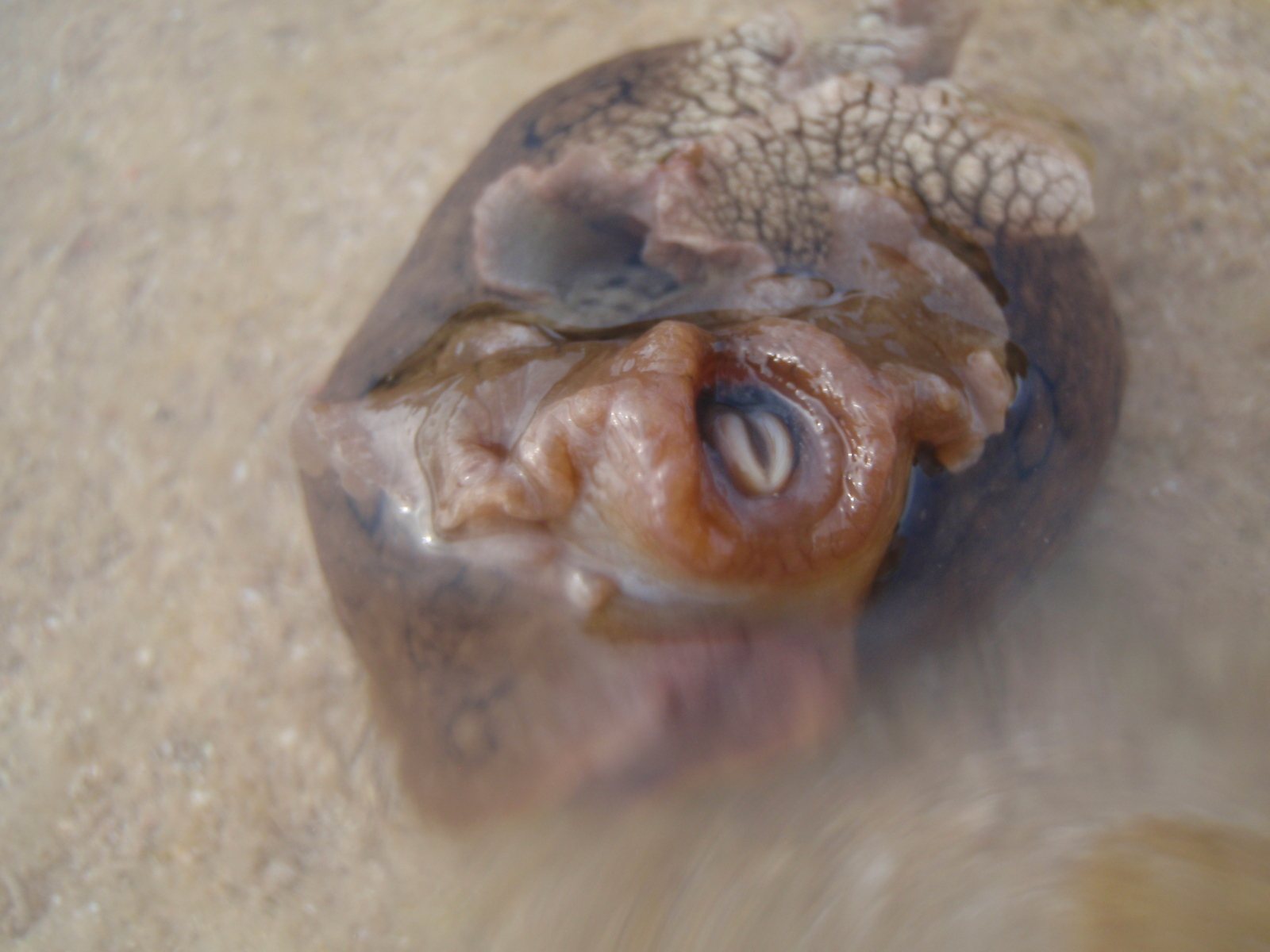
Aplysia dactylomela: Schlundöffnung

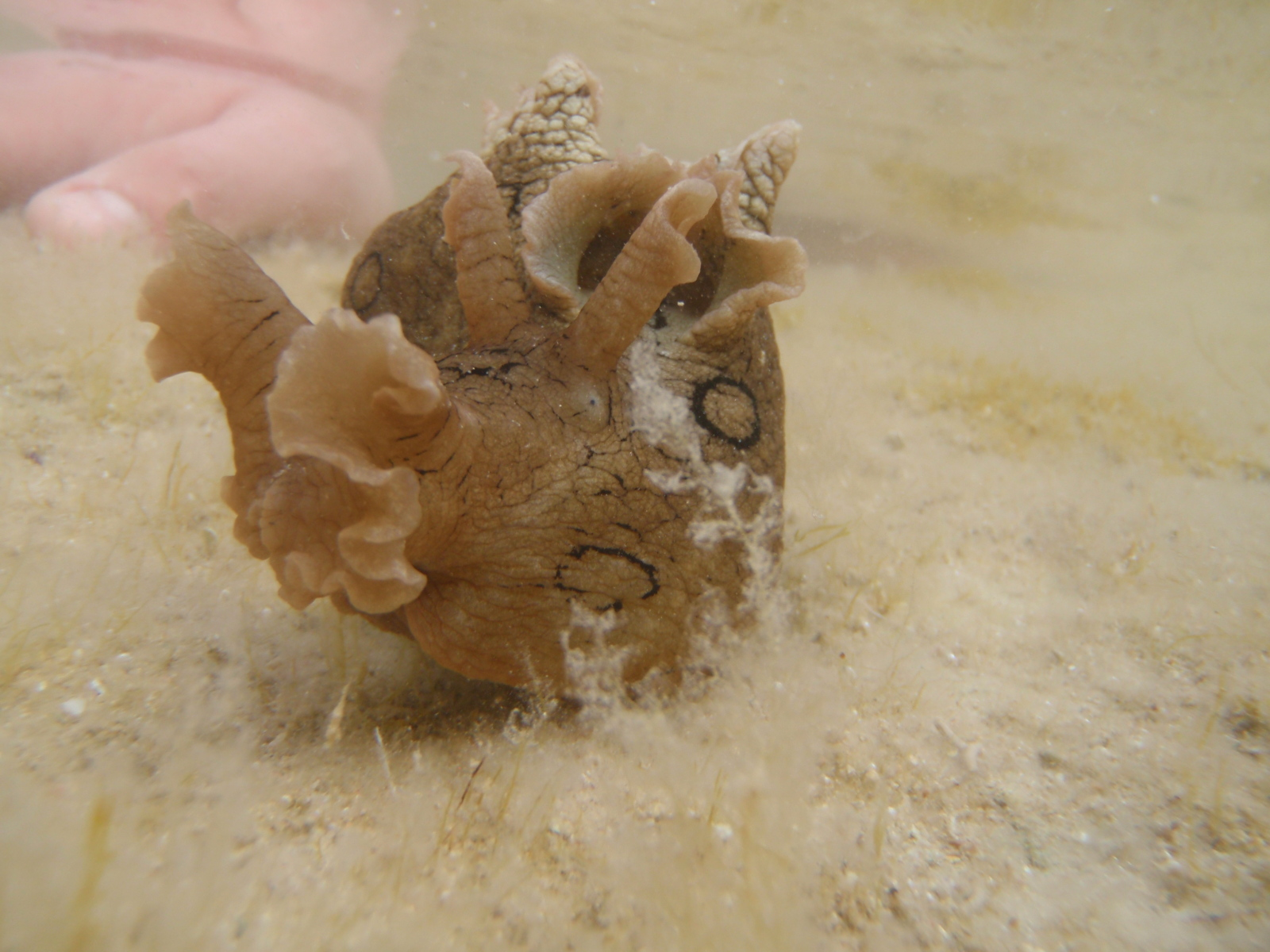
Aplysia dactylomela: Schlundtentakel, Rhinophoren, aufgestellte Parapodiallappen

Schutz bietet die gute Tarnung. Kreise, Maserung und Oberflächenfarbe lassen sie auf Sand- oder steinigen Böden kaum auffallen. Dies gilt sogar bei spärlichem, aber etwa gleichfarbigem Pflanzenbewuchs.

### Lebensräume
Aplysia dactylomela sind Kosmopoliten und kommen in diversen tropischen wie subtropischen Meeren bzw. Gebieten vor. Man spricht daher von einer circumtropischen Verbreitung. Sichtungen erfolgten im Atlantik, Pazifik, Indischen Ozean, in der Karibik, im Roten Meer, seit etwa 2002 auch im Mittelmeer.
Aplysia dactylomela sind eine benthische Art, das heißt, sie leben in Flachwassergebieten unterschiedlicher Tiefe oder sogar in Gezeitengewässern, das heißt vom Meer bei Ebbe abgeschnittenen Gebieten. Dort halten sie sich in dichter Pflanzevegetation auf, die ihnen als Schutz und Nahrung dient.

### Ernährung
In Hinsicht auf die Ernährung gibt es verschiedene Aussagen. Berichtet wird eine starke Ausrichtung auf Rotalgen, unter anderem der Gattungen Asparagopsis, Laurencia beziehungsweise der Art Acanthophora specifera. Aber auch die Ernährung von Grünalgen wurde beobachtet.

### Fortpflanzung
Aplysia dactylomela sind Zwitter und besitzen eine Zwitterdrüse. Da sie nicht selbstbefruchtend sind, benötigen sie einen Partner. Die Befruchtung erfolgt wechselseitig in Paaren oder reihenweise in Ketten. Dabei übernimmt je ein Tier die Rolle des Männchens, ein anderes die des Weibchens. Die Geschlechtsöffnung befindet sich rückseitig (dorsal) zwischen den Parapodiallappen. Das als Männchen agierende Tier führt die Spermien mit einem Penis in die Geschlechtsöffnung des als Weibchen agierenden Tieres ein. Nach der Befruchtung lassen die Tiere Laichschnüre aus. Die Laichschnüre haben die Form geleeartiger Röhren, in denen sich die Eier befinden. Bei Aplysia dacylomela weisen die Laichschnüre zum Teil ungewöhnliche Farben auf. So wurden gelb-braune, pinkfarbene sowie violettfarbene Laichsschnüre gesichtet.

## Etymologie
Der Gattungsname Aplysia ist vom altgriechischen Wort aplysia (ἀπλυσία ‚schmutzig‘) abgeleitet.
Der Artname dactylomela besteht aus zwei Teilen: daktylos, (δάκτυλος ‚Finger‘) und melas (μέλας ‚schwarz‘).